# Malala și creionul magic
Malala și creionul magic este o carte ilustrată din 2017, scrisă de Malala Yousafzai și ilustrată de Kerascoët. Cartea a fost publicată de Little, Brown and Company în SUA și Puffin Books în Marea Britanie, redactor fiind Farrin Jacobs. Cartea o prezintă pe Malala care a crescut în Swat, Pakistan și își dorește un creion magic pentru a-și rezolva problemele; ea descoperă că poate face schimbări, cum ar fi să promoveze dreptul femeilor la educație, fără nicio excepție. Cartea a primit recenzii pozitive, fiind lăudate atât scrisul autoarei, cât și ilustrațiile realizate de Kerascoët. Cartea apare pe mai multe liste cu cele mai bune cărți pentru copii din 2017.

## Rezumat
Cartea este scrisă la persoana I din perspectiva Malalei Yousafzai, și o prezintă pe aceasta în copilărie, când visa să aibă un creion magic care să-i rezolve toate problemele; în imagini este înfățișată casa în care a copilărit în Swat Valley. Folosind un vocabular simplu, cartea conține ilustrații în acuarelă, pe care sunt suprapuse „decorațiuni aurii”  și „încrustații spiralate de bronz”. Cartea se adresează cititorilor cu vârste cuprinse între 4 și 8 ani.
Cartea începe cu replica „Crezi în magie?”. Malala îi povestește cititorului despre o emisiune de televiziune în care un băiat are un creion magic. Malala spune că, dacă ar avea și ea unul, l-ar folosi pentru lucruri mărunte, cum ar fi să „oprească timpul” pentru a dormi mai mult sau pentru a crea un meci de fotbal pentru frații ei. Pe măsură ce crește, Malala începe să-și dorească un creion magic pentru probleme mai serioase, cum ar fi pentru a aduce pacea. Deși nu va primi niciodată unul, ea învață că poate schimba lumea și fără creionul magic; poate aduce o schimbare dacă va scrie articole despre fetele care sunt pe nedrept lipsite de educație. Făcând aluzie la împușcarea ei de către talibani, textul „Vocea mea a devenit atât de puternică încât bărbații periculoși au încercat să mă reducă la tăcere. Au dat greș.” apare pe o pagină complet neagră.

## Scriere și publicare
Malala Yousafzai este o activistă pakistaneză pentru drepturile femeilor la educație. Născută în Swat Valley, Pakistan, la 12 iulie 1997, a fost crescută de părinții ei, Ziauddin Yousafzai și Tor Pekai Yousafzai, alături de doi frați mai mici, Khushal și Atal. La vârsta de 11 ani, Malala Yousafzai a început să scrie un blog anonim pentru BBC Urdu, povestind despre viața ei în Pakistan, sub influența tot mai accentuată a talibanilor. După ce a devenit cunoscută datorită acestui blog, New York Times a realizat un documentar despre ea, intitulat Class Dismissed și, de asemenea, Malala a acordat mai multe interviuri în mass-media locală pentru a susține dreptul femeilor la educație. În decembrie 2009 s-a aflat public că ea este autoarea blogului respectiv și, pe măsură ce a devenit tot mai cunoscută, a început să primească amenințări cu moartea. La 9 octombrie 2012, un membru al organizației talibanilor a împușcat-o pe Malala în timp ce aceasta se afla în autobuzul care o ducea de la școală spre casă. A fost trimisă mai întâi la un spital din Peshawar și apoi la unul din Birmingham. Ulterior a devenit și mai cunoscută și a continuat să apere drepturile fetelor; la 17 ani, a devenit cea mai tânără laureată a Premiului Nobel, câștigând Premiul Nobel pentru Pace în 2014.
În 2013, Malala a scris împreună cu scriitoarea și jurnalista britanică Christina Lamb cartea autobiografică Eu sunt Malala, care s-a aflat pe lista bestseller New York Times timp de două săptămâni; în 2014, a fost publicată o ediție pentru copii a cărții. Malala a decis să scrie o carte ilustrată deoarece „mulți copii mici sunt interesați de povestea mea” și a vrut ca ei să „vadă cum chiar și acțiunile unei singure persoane pot crea o  schimbare”; În octombrie 2016 s-a anunțat public că Malala lucrează la o carte ilustrată ce urma să fie lansată în toamna anului 2017. Malala și creionul magic a fost inspirat de Shaka Laka Boom Boom, un serial de televiziune indian despre un băiat care are un creion magic. Într-un interviu, Malala a vorbit despre scrierea cărții, spunând a fost un proces „intens”, care a presupus multă muncă de cercetare și de verificare a datelor. În plus, Malala a trebuit să ia parte la „alegerea artiștilor, să găsească modul adecvat de a exprima totul în imagini și să decidă dacă arta reda exact ce voia ea să transmită - până la crăpăturile din peretele casei noastre”.
Malala și creionul magic a fost publicată pe 17 octombrie 2017 de Little, Brown and Company în SUA și Puffin Books în Marea Britanie. Ilustratorii francezi Marie Pommepuy și Sébastien Cosset, cunoscuți împreună sub numele de Kerascoët, au realizat partea artistică a cărții, iar redactor a fost Farrin Jacobs. Coperta unu, în afară de ilustrația lui Kerascoët cu Malala în copilărie, a fost proiectată de Sarah J. Coleman, cunoscută și sub numele de Inkymole.

## Receptare critică
În martie 2018, The Bookseller a raportat că această carte a înregistrat peste 5000 de exemplare vândute în Marea Britanie.
Malala și creionul magic a fost nominalizată la Premiul pentru cartea pentru copii Little Rebels 2018, jurizat de Alliance of Radical Booksellers.
Rebecca Gurney de la The Daily Californian a acordat cărții o notă de 4.5 din 5, numind-o „o frumoasă relatare a unei povești terifiante, dar inspiraționale” și comentând că „deși povestea începe cu fantezie, se termină ancorată în realitate”. Gurney apreciază faptul că personajele cărții poartă burqa, hijab și salwar kameezes. Într-o recenzie pentru The Guardian, Imogen Carter descrie cartea ca fiind „încântătoare”, reușind să găsească „echilibrul perfect” între prezentarea frustă a realității și latura emoțională și că este „binevenită în completarea gamei frustrant de mici de cărți pentru copii în care personajele principale să aparțină populație africane, asiatice sau unor minorități etnice, reunite sub acronimul BAME ”.
Minh Le de la Huffington Post a desemnat Malala și creionul magic drept cea mai bună carte biografică ilustrată din 2017; potrivit articolului său, „prin minunata operă de artă a lui Kerascoet care dă viață ilustrațiilor, Malala continuă să fie o inspirație”. Julia Lipscombe, scriind pentru CBC.ca, listează cartea pe locul 1 pe o listă de „cărți excelente pentru copii” cu protagoniști de culoare. Susie Wilde o listează drept una dintre cele mai bune cărți pentru copii din 2017, cu recenzia „călătoria ei din vise la realitate are imagini puternice la care copiii se vor raporta cu ușurință”. Karen MacPherson de la Washington Post a inclus cartea într-un articol cu titlul „Aceste cărți pot ajuta la formarea unor fete - și băieți - puternice pentru lumea în care trăim”. MacPherson conchide că „Malala le face cunoscută povestea ei despre curaj și speranță tinerilor cititori prin această captivantă și frumos ilustrată autobiografie”.
Guy Haydon de la South China Morning Post menționează cartea într-un articol din 2017 intitulat „Cele mai bune 12 cărți pentru copii pentru Crăciunul de anul acesta”. Haydon apreciază „proza încrezătoare” a Malalei, care „nu diminuează cu nimic seriozitatea vieții ei”, alături de „imaginile frumoase” realizate de Kerascoët; Haydon spune că scrisul și ilustrațiile „se combină pentru a spune o poveste fermecătoare și inspirațională”. Chicago Tribune prezintă cartea în articolul din 2017 „10 cărți pentru copii de sărbători”, care precizează că „acuarelele de vis cu detalii realiste și o drăgălășenie de desene animate îmbunătățesc relatarea clară și dramatică a Malalei despre lupta ei pentru educația fetelor în Pakistan” și o numește o „poveste remarcabilă”. Pe canalul media Mic, Tirhakah Love a prezentat Malala și creionul magic în săptămânalul său „The hype list” din 16 octombrie 2017. Love a descris-o ca fiind „o carte emoționantă pentru copii, care oferă un memento invocat cu dragoste: speranța are propriul ei fel de magie” și scrie despre Malala că „povestirea nuanțată a fanteziilor ei din copilărie o consolidează și mai mult ca unul dintre cei mai grijulii și vizionari lideri ai generației sale”. Love numește cartea „o declarație despre puterea de a reimagina și de a reconstrui o lume care se prăbușește”.